# Jón Knútur
Jón Knútur est le deuxième évêque de Garðar, au Groenland.

## Biographie
Nous ne savons rien de son mandat d'évêque à Garðar, sauf les dates de sa prélature.